# Tzeltalia calidaria
Tzeltalia calidaria ist eine Pflanzenart aus der Gattung Tzeltalia in der Familie der Nachtschattengewächse (Solanaceae).

## Beschreibung
Tzeltalia calidaria ist eine 0,5 bis 2 m hoch werdende, krautige Pflanze. Möglicherweise können die unteren Teile leicht verholzen. Die Stängel sind unbehaart oder mit kurzen, bräunlichen, gebogenen Trichomen behaart, die sich jedoch im Alter verlieren. Die Laubblätter sind ganzrandig oder mit einigen gewinkelten Lappen versehen. Sie sind eiförmig bis lanzettlich-elliptisch oder elliptisch. Die größeren Blätter sind 8 bis 20 cm lang und 4 bis 9 cm breit. Nach vorn sind die Blätter zugespitzt, die Basis ist spitz oder stumpf, gelegentlich auch kurz spitz zulaufend. Auf der Oberseite befinden sich wenige verstreute, vielzellige Trichome, auf der Unterseite, vor allem entlang der Adern, stehen sie dichter. Die Blattstiele sind 1 bis 3 cm lang.
Die Blütenstände bestehen aus meist zwei bis fünf Blüten, nur selten stehen die Blüten einzeln, manchmal bildet auch nur eine einzelne Blüte eines Blütenstandes eine reife Frucht aus. Die Blütenstiele sind 8 bis 16 mm lang und nach oben hin verdickt. Der Kelch ist zur Blütezeit 3 bis 10 cm lang. Er ist bis auf einen bewimperten Rand unbehaart oder aber vollständig behaart. Er kann fast ungelappt sein oder schwach und breit mit nur 1 mm langen Lappen besetzt sein. Die Krone ist grünlich-gelb oder blass-gelb, der Kronsaum hat einen Durchmesser von 20 bis 35 mm und ist gefleckt. Die Kronlappen sind eiförmig. Die Kronröhre und die Basis der Kronlappen sind dicht behaart. Die Staubfäden sind 3 bis 5 mm lang, die Staubbeutel 2,5 bis 3 mm.
An der Frucht vergrößert sich der Kelch auf 2,5 bis 5 cm Länge und einen Durchmesser von 2 bis 3 cm und ist stark aufgeblasen. Im Querschnitt ist er zehneckig, die Oberfläche ist unbehaart und netzartig geadert. Die Beere hat einen Durchmesser von 8 bis 10 mm.

## Verbreitung
Die Art ist in Guatemala und dem Süden Mexikos verbreitet und wächst in feuchten Wäldern in Höhenlagen von 2300 bis 2850 m.